# Mammillaria dixanthocentron
Mammillaria dixanthocentron ist eine Pflanzenart aus der Gattung Mammillaria in der Familie der Kakteengewächse (Cactaceae). Das Artepitheton dixanthocentron (griech. di) zwei, (griech. xanthos) gelb und (griech. kentron) Zentrum bedeutet ‚mit zwei gelben Mitteldornen‘.

## Beschreibung
Mammillaria dixanthocentron, hat einen kurzen, zylindrischen Körper mit einer Höhe bis zu 30 Zentimeter (oft nur bis 20 Zentimeter) und einem Durchmesser von 8 Zentimeter. Zwischen den ebenfalls zylindrischen Warzen befinden sich die zuerst mit spärlicher Wolle besetzten Axillen. Auch die Areolen sind mit zarter Wolle besetzt. Die 19 bis 20 Randdornen sind sehr dünn, weiß und nur etwa 2 bis 4 Millimeter lang. Die 2 bis 4 Mitteldornen sind zuweilen weißlich, gelb oder bräunlich mit dunkleren bis dunkelroten Spitzen. Während die frischen Mitteldornen zunächst nur 5 Millimeter lang sind, erreichen die im unteren Teil befindlichen bis zu 15 Millimeter.
Die Blüten sind relativ klein mit etwa 15 Millimeter Größe, hellrot bis purpurrot mit rosafarbenen Rändern. Die Früchte sind ebenfalls zylindrisch geformt, im unteren Teil der Pflanze gelb im oberen Teil orange und etwa 15 Millimeter lang. Die Samen sind braun.

## Verbreitung, Systematik und Gefährdung
Mammillaria dixanthocentron kommt in den  mexikanischen Bundesstaaten Oaxaca und Puebla in 500 bis 2000 Meter Höhen vor. Die Erstbeschreibung erfolgte 1980 durch Roy Mottram.
In der Roten Liste gefährdeter Arten der IUCN wird die Art als „Least Concern (LC)“, d. h. als nicht gefährdet geführt.

## Nachweise